# Hanover Parish
Hanover ist ein Landkreis (parish) im Nordwesten Jamaikas. Hauptstadt ist Lucea. Mit Ausnahme von Kingston ist Hanover der kleinste Parish der Insel. Der Nationalheld Sir William Alexander Bustamante wurde hier geboren.

## Geschichte
Hanover wurde am 12. November 1723 gebildet. Den Namen erhielt es vom Haus Hannover, dem auch der damalige englische König angehörte.
Mitte des 18. Jahrhunderts entwickelte Lucea sich zum Zentrum eines Zuckerrohranbaugebiets und wurde zum Freihafen. Zeitweise war es geschäftiger als Montego Bay. Juden aus Europa siedelten sich im Parish an.
Nach dem Ende der Sklaverei im Jahre 1834 versorgten die nun freien Landarbeiter große Teile Jamaikas mit Lebensmitteln. 
Bis in die 1960er Jahre wurde Lucea als Exporthafen für Bananen genutzt. Ein Tiefwasserpier ist heute nicht mehr in Benutzung. 1983 wurde der Hafen schließlich ganz geschlossen.

## Geographie
Hanover liegt nördlich von Westmoreland und westlich von Saint James. Auf 430 km² lebten 1999 67.176 Menschen, davon 5.739 in der Hauptstadt.
Das Gelände ist bergig, der höchste Punkt ist Dolphin’s Head, das als Landmarke für Schiffe dient. Wie auch die umliegenden Parishes ist der Kalksteinboden von Höhlen durchzogen.

## Wirtschaft
Landwirtschaft ist der wichtigste Wirtschaftszweig, insbesondere werden Zuckerrohr, Yams, Ingwer, Reis, Piment, Kurkuma, Brotfrucht und Pfeilwurz angebaut. Darüber hinaus ist Hanover bekannt für seine Viehzucht.
Im Gegensatz zu vielen anderen Parishes spielt Tourismus nur eine untergeordnete Rolle. Dennoch gibt es 25 km östlich von Lucea in Hopewell ein Touristenzentrum mit mehreren großen Hotels.